# Simadihon
Simadihon is een bestuurslaag in het regentschap Padang Lawas Utara van de provincie Noord-Sumatra, Indonesië. Simadihon telt 193 inwoners (volkstelling 2010).